# Svetlana Zilberman
Svetlana Zilberman –en ruso, Светлана Зильберман– (nacida como Svetlana Beliasova, 10 de mayo de 1958) es una deportista soviética que compitió en bádminton. Ganó una medalla de bronce en el Campeonato Europeo de Bádminton de 1986, en la prueba individual.

## Palmarés internacional
| Campeonato Europeo | Campeonato Europeo | Campeonato Europeo | Campeonato Europeo |
| Año                | Lugar              | Medalla            | Prueba             |
| ------------------ | ------------------ | ------------------ | ------------------ |
| 1986               | Uppsala (Suecia)   | Medalla de bronce  | Individual         |